# Gucci

Varianta loga

Gucci je italská oděvní společnost. Věnuje se převážně módnímu, nejčastěji koženému zboží. Vlastníkem značky je francouzská společnost Kering. 

## Historie
Firmu založil Guccio Gucci v roce 1921 a nejprve se věnovala výrobě vybavení pro koně. Později společnost začala vyrábět různé módní doplňky, stala se uznávanou značkou nejprve v Itálii a později po celém světě. Roku 1971 firma začala spolupracovat s americkou automobilkou American Motors Corporation, pro niž vyráběla potahy sedadel a různé další kožené součásti interiéru automobilů.
Po zakladateli Gucciovi Guccim převzali vedení rodinné firmy jeho synové Aldo, Vasco, Ugo a Rodolfo. Posledním členem rodiny, který se podílel na řízení firmy před jejím prodejem do cizích rukou, byl vnuk zakladatele Maurizio Gucci (syn Rodolfa). Svůj podíl prodal v roce 1993 bahrajnskému investičnímu fondu Investcorp. V roce 1995 byl zavražděn nájemným vrahem, kterého si najala jeho bývalá manželka.
Své provozní sídlo firma v roce 2010 přesunula z Londýna do obce Cadempino na jihu Švýcarska.